# Aristowo (stacja kolejowa)
Aristowo (ros. Аристово) – stacja kolejowa w miejscowości Aristowo, w rejonie zubcowskim, w obwodzie twerskim, w Rosji. Położona jest na linii Moskwa – Siebież.